# Juninho (football, 1977)
Pour les articles homonymes, voir Juninho (homonymie).
Carlos Alberto Carvalho dos Anjos Junior, mieux connu sous le nom de Juninho (né le 15 septembre 1977 à Salvador do Bahia au Brésil) est un footballeur brésilien.

## Biographie
Il a joué au Japon dans le club du Kawasaki Frontale. Il jouait en tant que milieu offensif au Brésil. Mais après être parti au Japon en provenance de la Sociedade Esportiva Palmeiras, il devient alors attaquant. Il devient meilleur buteur de la J. League.
En 2008, il annonce qu'il a l'intention de rester au Japon pour le restant de sa vie et de se décide à demander la nationalité japonaise. Pourtant, il abandonne son désir d'acquérir la citoyenneté nippone, car ayant des difficultés à s'adapter à la langue japonaise,.

## Statistiques
| Saison | Club              | Championnat | Championnat | Championnat | Coupe nationale | Coupe nationale | Coupe de la Ligue | Coupe de la Ligue | Compétition(s) continentale(s) | Compétition(s) continentale(s) | Compétition(s) continentale(s) | Total | Total |
| Saison | Club              | Division    | M.          | B.          | M.              | B.              | M.                | B.                | Comp.                          | M.                             | B.                             | M.    | B.    |
| 1996   | EC Bahia          | Série A     | 16          | 2           | -               | -               | -                 | -                 | -                              | -                              | -                              | 16    | 2     |
| 1997   | EC Bahia          | Série B     | 19          | 2           | -               | -               | -                 | -                 | -                              | -                              | -                              | 19    | 2     |
| 1998   | EC Bahia          | Série B     | -           | -           | -               | -               | -                 | -                 | -                              | -                              | -                              | 0     | 0     |
| 1999   | Vila Nova FC      | Série B     | -           | -           | -               | -               | -                 | -                 | -                              | -                              | -                              | 0     | 0     |
| 2000   | União São João    | Série B     | -           | -           | -               | -               | -                 | -                 | -                              | -                              | -                              | 0     | 0     |
| 2000   | SE Palmeiras      | Série A     | 21          | 3           | -               | -               | -                 | -                 | -                              | -                              | -                              | 21    | 3     |
| 2001   | SE Palmeiras      | Série A     | 17          | 0           | -               | -               | -                 | -                 | -                              | -                              | -                              | 17    | 0     |
| 2002   | SE Palmeiras      | Série A     | 17          | 3           | -               | -               | -                 | -                 | -                              | -                              | -                              | 17    | 3     |
| 2003   | Kawasaki Frontale | J.League 2  | 39          | 28          | 0               | 0               | -                 | -                 | -                              | -                              | -                              | 39    | 28    |
| 2004   | Kawasaki Frontale | J.League 2  | 39          | 37          | 2               | 2               | -                 | -                 | -                              | -                              | -                              | 41    | 39    |
| 2005   | Kawasaki Frontale | J.League 1  | 31          | 16          | 1               | 2               | 6                 | 4                 | -                              | -                              | -                              | 38    | 22    |
| 2006   | Kawasaki Frontale | J.League 1  | 29          | 20          | 2               | 2               | 10                | 6                 | -                              | -                              | -                              | 41    | 28    |
| 2007   | Kawasaki Frontale | J.League 1  | 31          | 22          | 4               | 2               | 5                 | 4                 | LDC                            | 7                              | 3                              | 47    | 31    |
| 2008   | Kawasaki Frontale | J.League 1  | 32          | 12          | 2               | 0               | 6                 | 4                 | -                              | -                              | -                              | 40    | 16    |
| 2009   | Kawasaki Frontale | J.League 1  | 33          | 17          | 1               | 1               | 5                 | 3                 | LDC                            | 9                              | 3                              | 48    | 24    |
| 2010   | Kawasaki Frontale | J.League 1  | 19          | 14          | 4               | 1               | 2                 | 1                 | LDC                            | 0                              | 0                              | 25    | 16    |
| 2011   | Kawasaki Frontale | J.League 1  | 32          | 9           | 1               | 0               | 3                 | 1                 | -                              | -                              | -                              | 36    | 10    |
| 2012   | Kashima Antlers   | J.League 1  | 27          | 3           | -               | -               | 8                 | 3                 | -                              | -                              | -                              | 35    | 6     |

## Palmarès

### Club
- Championnat du Japon :
  - Vice-champion - 2006, 2008, 2009
- Coupe de la Ligue japonaise :
  - Vainqueur - 2012
  - Finaliste - 2007, 2009

### Individuel
- Championnat du Japon :
  - Meilleur buteur - 2007
  - Équipe type 2007
- Championnat du Japon D2 :
  - Meilleur buteur - 2004